# أوقستي انجلوا
أوقستي انجلوا (بالفرنسية: Auguste Barthélemy Langlois )‏ (و. 1832 – 1900 م) هو عالم نبات، من فرنسا، توفي عن عمر يناهز 68 عاماً.